# Schlaraffia

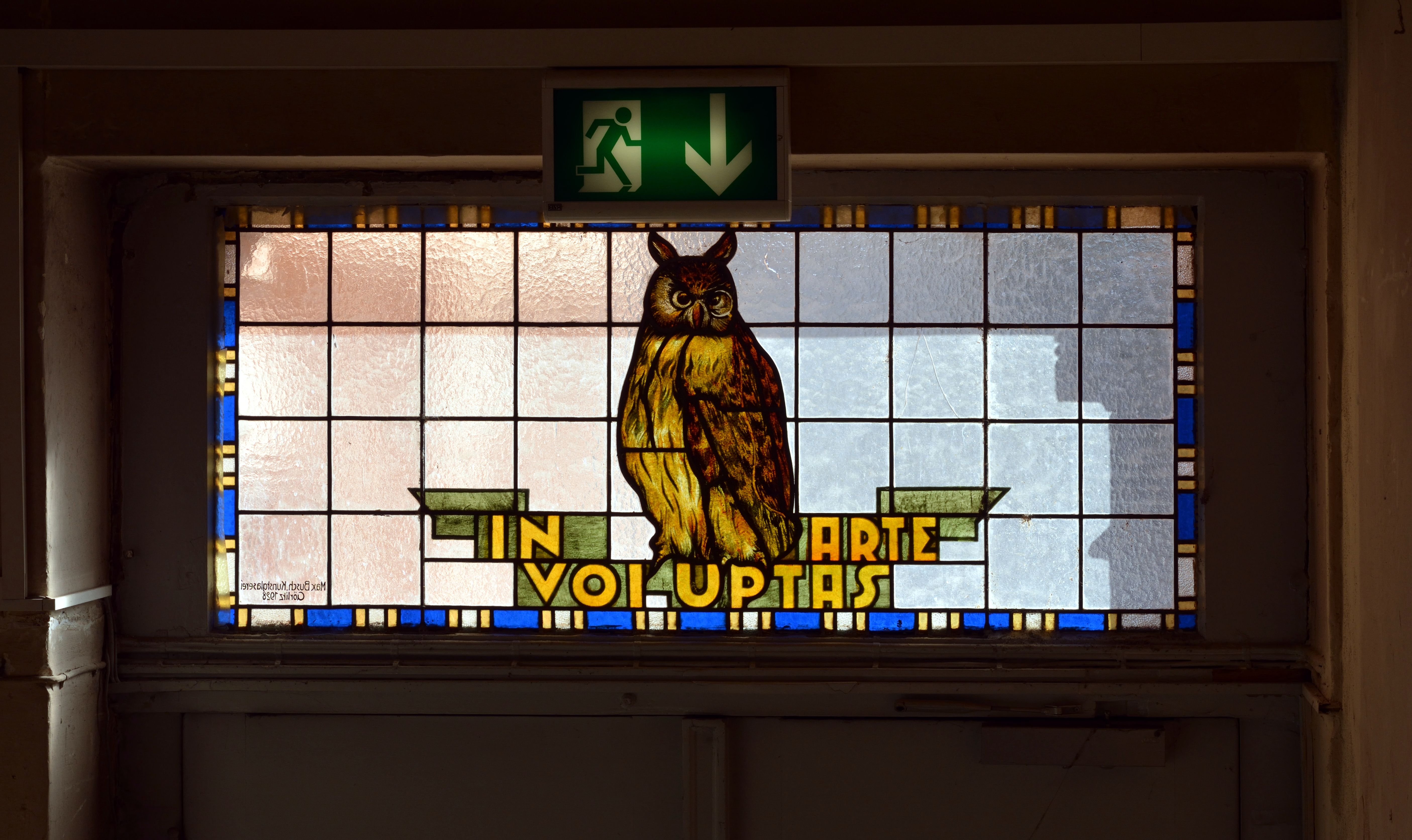
„In arte voluptas“
Tür im Humboldthaus in Görlitz (Original Innenaufnahme, hier gespiegelt)

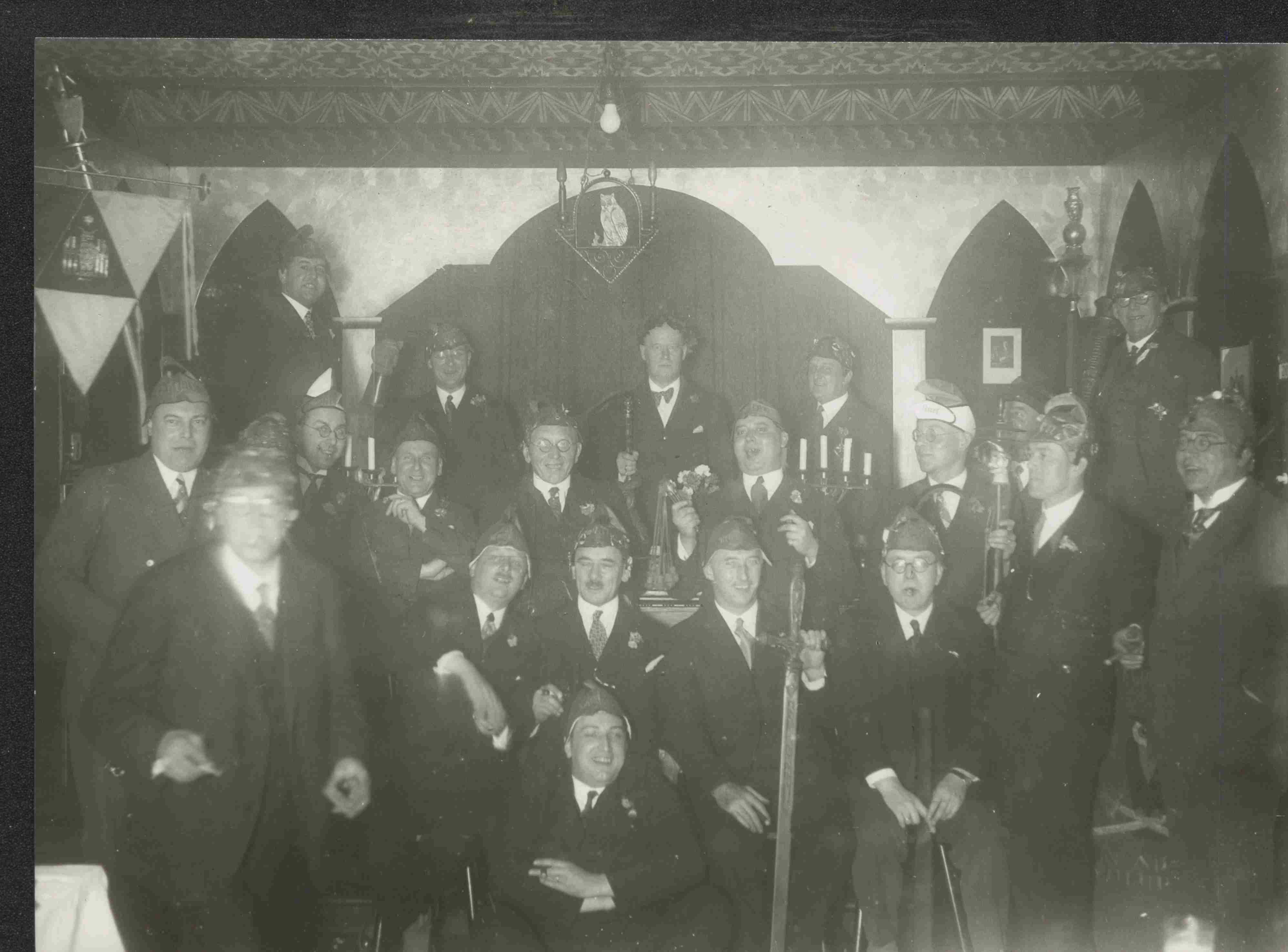
Vorstand der Schlaraffia „Gaudia Mundi“ in Schwäbisch Gmünd, um 1925

Die Schlaraffia ist ein am 10. Oktober 1859 in Prag gegründeter, weltweiter deutschsprachiger Männerbund zur Pflege von Freundschaft, Kunst und Humor. Das Symbol der Schlaraffia ist der Uhu. Der Wahlspruch der Vereinigung lautet „In arte voluptas“ (etwa: in der Kunst liegt Lust).

## Name
Das Wort „Schlaraffe“ soll vom mittelhochdeutschen Wort slur affe abgeleitet sein, was damals so viel hieß wie „sorgloser Genießer“ (vergleiche Schlaraffenland).
Der Begriff „Schlaraffia“ ist durch den „Allschlaraffenrat“ (Vorstand des weltweiten Verbandes „Allschlaraffia“) markenrechtlich geschützt worden.

## Abgrenzung
Zu anderen Markennamen, die den Begriff Schlaraffia enthalten – etwa Schlaraffia-Matratzen – gibt es keinen Bezug. Verbindungen zu Logenvereinigungen wie Freimaurerei oder Rosenkreuzern sind nicht bekannt. Auch von Service-Clubs, wie etwa Lions Club oder Rotary International, zu Studentenverbindungen oder zu Karnevalsvereinen und ähnlichen Vereinigungen grenzen sich Schlaraffen deutlich ab.

## Geschichte

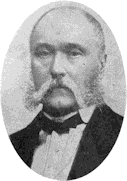
Franz Thomé, Mitbegründer der „Schlaraffia“

Als 1859 der Direktor des Deutschen (Landständischen) Theaters, Franz Thomé, einen seiner jungen Künstler, den Bassisten Albert Eilers (1830–1896), in die Prager Künstlervereinigung „Arcadia“ einführen wollte, wurde dieser wegen seiner Mittellosigkeit als offensichtlicher Proletarier abgelehnt. Aus Protest gründeten Eilers und seine Theaterkollegen einen Stammtisch, den sie spöttisch „Proletarier-Club“ benannten. Daraus entwickelte sich nach manchen Umwegen und Rückschlägen die heutige weltumspannende „Schlaraffia“.
In Deutschland wurden 1865 in Berlin und 1872 in Leipzig Schlaraffia-Vereine gegründet. Diese gaben sich 1876 in Leipzig gemeinsame Satzungen und verbreiteten sich rasch über ganz Deutschland. 1874 erschien in Leipzig erstmals das Vereinsorgan „Der Schlaraffia Zeyttungen“. Es erscheint auch heute noch turnusmäßig mehrmals im Jahr für die Mitglieder Schlaraffias.
In der Zeit des Nationalsozialismus sowie später unter der Regierung der DDR mussten viele örtlichen Gruppen („Reyche“) zwangsweise den Vereinsbetrieb einstellen und konnten nur in sehr vereinzelten Fällen durch geheime Treffen in sicherer Umgebung (meist Privatwohnungen) diese Zeiten überstehen. Durch die Flucht und Vertreibung Deutscher aus Mittel- und Osteuropa 1945–1950 kam es in der Bundesrepublik zu vielen Neugründungen.

## Allgemeines
Die Schlaraffen, ein Männerbund („… ausschließlich Männer in gesicherter Position …“), treffen sich in der sogenannten Winterung (Nordhalbkugel: 1. Oktober bis 30. April; Südhalbkugel: 1. Mai bis 30. Oktober) einmal pro Woche an einem festgelegten Wochentag in ihrer „Schlaraffenburg“, dem im Stil eines mittelalterlichen Rittersaales ausgestatteten Vereinslokal, zu Sippungen. Diese Zusammenkünfte werden nach festgelegtem Zeremoniell in Form eines Ritterspieles mit wohldurchdachten Regeln in zwei Teilen – einem im Ablauf stets gleichen, auf wiederkehrende Regularien bedachten ersten und einem freier zu gestaltenden, eher künstlerischen zweiten – abgehalten. Sturmhauben, Helme und Rüstungen sind aus buntem Stoff in den festgelegten Reychsfarben, die Waffen wie Junkerdolch oder Ritterschwert zumeist aus Holz. Während der Sippungen werden sowohl der Alltag persifliert als auch durch Vorträge in literarischer bzw. musikalischer oder künstlerisch-darstellender Form – Fechsungen genannt – das Interesse an der Kunst wachgehalten. Eine antiquierte Sprache mit eigenen Ausdrücken für alltägliche Dinge (Schlaraffenlatein) gibt den Sippungen ihre eigene, humorvolle Note. Alles außerhalb des schlaraffischen Spieles ist „profan“ / die „Profanei“.

Den profanen Alltag persiflierend werden auch im schlaraffischen Spiel besondere Leistungen mit prächtigen Orden und Ahnen, kleinen Ehrenzeichen, belohnt (siehe nebenstehend abgebildetes Beispiel eines schlaraffischen Ordens). 

Beispiel eines schlaraffischen Ordens

 Diskussionen über politische oder religiöse Themen innerhalb der Burg sind untersagt, um die Ideale Freundschaft, Kunst und Humor nicht zu gefährden.
Obgleich die Schlaraffia vielerorts ein eher zurückgezogener Idealverein ist, treten einige Reyche (Vereine) mit öffentlichen Kulturveranstaltungen in ihren Heimatorten auf. So betreibt zum Beispiel die Schlaraffia Oldenburgia (Oldenburg) seit 2004 eine Kleinkunstbühne und veranstaltet Sonntagsmatineen mit Konzerten, Kabarett, Lesung und Theater.

## Symbole
Schlaraffisches Symbol für Weisheit, Humor und Tugend ist der Uhu, der in jeder Burg zu finden ist. Beim Betreten derselben grüßen die Schlaraffen ihn mit einer tiefen Verbeugung, was zugleich das Abstreifen „profaner Schlacken“ – also das Sich-ganz-Einlassen auf das schlaraffische Spiel – symbolisiert.

## Spiegel und Ceremoniale

Titelbild des Schlaraffenspiegel 1924

Alle Rahmenbedingungen des schlaraffischen Spieles sind im Regelwerk „Schlaraffen-Spiegel und Ceremoniale“ festgelegt. Die Bezeichnung Spiegel für „Gesetzeswerk“ spielt auf eine seit der griechischen Antike vielfach neu belebte literarische Tradition an. Man hält sich selbst, einem Fürsten oder einer ethnischen Gemeinschaft den Spiegel vor, um zu erkennen, wer man sei – bzw. wer und wie man sein sollte (vgl. Spiegelliteratur).
Diese offizielle Satzung des Weltverbandes „Allschlaraffia“, die seit 1867 in verschiedenen Neuauflagen überarbeitet und den neuen politischen Verhältnissen angepasst wurde, ist durch die große Tradition von Fürstenspiegel, Sachsenspiegel, Narrenspiegel, Eulenspiegel, Ritterspiegel und Märchenspiegel präformiert worden.

## Erkennungszeichen
Schlaraffen sind außerhalb ihrer Sippungen an der „Rolandnadel“, einer kleinen weißen Perle, die am linken Revers getragen wird, oder an einem am Fahrzeug befestigten Aufkleber erkennbar, der einen blinzelnden Uhukopf zeigt.

## Schlaraffische Zeitrechnung
1898 wurde auf dem V. Concil zu Vindobona (Wien) das Gründungsjahr – also das Jahr 0 der schlaraffischen Zeitrechnung – auf 1859 festgelegt, um auf die erste Winterung Allmutter Pragas, profan 10. Oktober 1859 / 30. April 1860 Bezug zu nehmen. Der Jahreszahl sind die Buchstaben a. U. (anno Uhui) vorgesetzt. Das profane Jahr 2025 wird demgemäß „a. U. 166“ geschrieben.

## Reyche

Beispiel eines Reychswappens

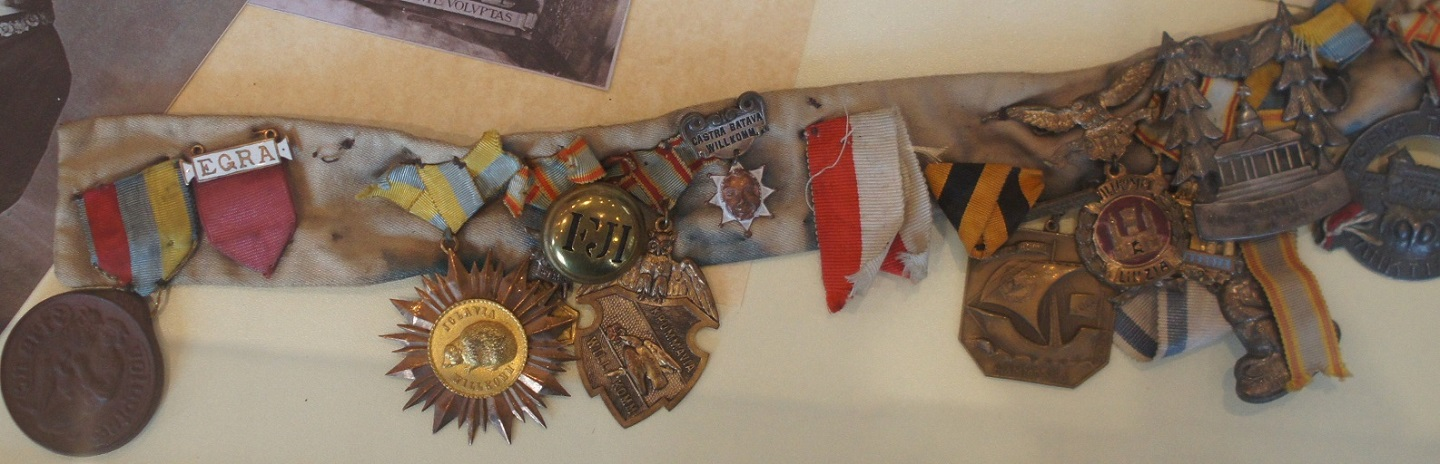
„Willkomm“-Zeichen aus Böhmen und Linz, Sammlung des Schlaraffen Johann Zdiarsky (Stadtmuseum Prachatice)

Örtliche Gruppen der Schlaraffia in Städten werden von Schlaraffen „Reyche“ genannt. Das erste Schlaraffenreych entstand in Prag (deshalb „Allmutter Praga“ genannt), von deutschen Künstlern gegründet. Dort war ihre letzte Heimstatt in der Stefansgasse (Stepanska ul.) 36 (jetzt Hotel Alcron). Inzwischen existieren weltweit derzeit 261 „Reyche“ und „Colonien“ (lokale Vereine), in denen ausschließlich Deutsch gesprochen wird (wobei die Mitglieder keineswegs Deutsche sein müssen) und die in engem Kontakt zueinander stehen. Sie sind in der „Allschlaraffia“ zusammengefasst, welche auch die „Allschlaraffische Stammrolle“ herausgibt, ein über 1200 Seiten umfassendes Buch, das jeder Schlaraffe jährlich aktualisiert erhält und das einen Überblick über alle (auch untergegangenen) Reyche, Colonien und ihre Vorstufen (Stammtisch und Feldlager) sowie die „Sassen“ (Mitglieder) bietet. Jeder Schlaraffe ist in jedem Reych der Welt jederzeit willkommen.
Momentan bestehen Reyche in Deutschland, Österreich, der Schweiz, Italien, Spanien, Frankreich, Belgien, Schweden, den USA, Kanada, Mexiko, Venezuela, Ecuador, Brasilien, Argentinien, Thailand, Südafrika und Australien. Die einzelnen Reyche und Colonien sind in der Reihenfolge ihres Entstehungsdatums nummeriert.
In Deutschland bestehen die Reyche: Berolina (2) / Berlin, Lipsia (3) / Leipzig, Colonia Agrippina (8) / Köln, Stutgardia (11) / Stuttgart, Ratisbona (12) / Regensburg, Monachia (15) / München, Norimberga (17) / Nürnberg, Hannovera (20) / Hannover, Fryburgia Brisgaviae (21) / Freiburg i. B., Augusta Vindelicorum (23) / Augsburg, Kyborgia (27) / Coburg, Asciburgia (29) / Aschaffenburg, Onoldia (31) / Ansbach, Elberfeldensis (34) / Wuppertal, Hammonia (36) / Hamburg, Wormatia (39) / Worms, Maninheimbia (40) / Mannheim, Wiesbadensia (42) / Wiesbaden, Moguntia (45) / Mainz, Carolsuhu (49) / Karlsruhe, Assindia (50) / Essen, Chasalla (51) / Kassel, Brema (52) / Bremen, Haidelberga (53) / Heidelberg, Dusseldorpia (54) / Düsseldorf, Brunsviga (55) / Braunschweig, Lubeca (57) / Lübeck, Ulma (64) / Ulm, Francofurta (76) / Frankfurt, Suerina (79) / Schwerin, Herbipolis (84) / Würzburg, Vimaria (85) / Weimar, Aurelia Aquensis (86) / Baden-Baden, Aquisgranum (94) / Aachen, Erforda (109) / Erfurt, Oldenburgia (110) / Oldenburg, Potsdamia (111) / Potsdam, Castra Batava (113) / Passau, Ravensbergia (120) / Bielefeld, Tarimundis (121) / Darmstadt, Flensburgia (135) / Flensburg, Budissa (136) / Bautzen, Augusta Trevirorum (144) / Trier, Perla Palatina (163) / Neustadt a.d. Weinstraße, Bochumensis (166) / Bochum, Landeshuota (167) / Landshut, Castrum Plaviense (172) / Plauen, Porta Hercyniae (173) / Pforzheim, Schlaraffia_Lietzowia (175) / Berlin, Truymannia (177) / Dortmund, Baruthia (188) / Bayreuth, Hagena (189) / Hagen, Hildesia (190) / Hildesheim, Crefeldensis (191) / Krefeld, Castrum Bonnense (193) / Bonn, Ossenbrugga (195) / Osnabrück, Ingoldia (203) / Ingolstadt, Castellum Visurgis (204) / Bremen, Babenbergia (208) / Bamberg, Mimegarda (209) / Münster, Strubinga (223) / Straubing, Confluentia (225) / Koblenz, Hala bavarica (226) / Bad Reichenhall, Am Erlenanger (232) / Erlangen, Pfalzbruggen (237) / Ludwigshafen, Castellum Peinense (241) / Peine, Duisbargum (242) / Duisburg, Culminaha (245) / Kulmbach, Gaudia mundi (246) / Schwäbisch Gmünd, Nauinheimbia Wettereiba aurea (247) / Friedberg, Athenae Gottingenses (248) / Göttingen, Gladebachum-Monachorum (252) / Mönchengladbach, Möllmia (253) / Mülheim a. d. Ruhr, Guntia (255) / Günzburg, Waterkant (256) / Bremerhaven, Glorimontana (257) / Remscheid, Porta Alpina Constantiae (267) / Konstanz, Am Stauffen (268) / Göppingen, An den Zwo Pruggen (269) / Zweibrücken, Offenburgia Badensis (271) / Offenburg, Zu den Gyssen (276) / Gießen, Palatium Barbarossae (278) / Kaiserslautern, Orbaha Chattensis (279) / Bad Orb, Imma Algoviae (281) / Immenstadt, Heylbronnen (286) / Heilbronn, Cambodunum (287) / Kempten, Geraha (291) / Gera, Am Werdenfels (298) / Garmisch-Pertenkirchen, An der Meyenburg (304) / Schweinfurt, Landes-Aue (305) / Landau i.d. Pfalz, Ob der Dill (306) / Herborn, Pluvia Silvana (307) / Straubing, Truna Bavariae (308) / Traunstein, Castellum Verdense (309) / Verden, Am Hohenwaldeck (311) / Miesbach, Am Eschenwege (312) / Eschwege, Im Rosenhag (313) / Rosenheim, Curia Salensis (316) / Hof, Marpurgia Chattensis (317) / Marburg, Am Tegrinsee (320) / Tegernsee, Over-UHU-sia / Oberhausen, Lympurgia (322) / Limburg, An der Sieg (323) / Siegen, Am Eysenhammer (326) / Amberg, Hohentübingen (327) / Tübingen, Castellum Noricum (328) / Koblenz, Wilhaim (329) / Weilheim, An den Quellen (330) / Bad Kissing, Insulinde im Bodensee (332) / Lindau, Under Teck (333) / Kirchheim/Teck, Wetiflar (335) / Wetzlar, Ob der Hamel (336) / Hamel,  Trutze Achalm (338) / Reutlingen, Ante Portas Mundi (339) / Rellingen, Aula Regia (342) / Ingelheim, Bi de hoge Brüch (343) / Rendsburg, Perla Sylta (344) / Sylt, Cell-Erika (346) / Celle, Welfia zue Buchhorn (347) / Friedrichshafen, Sacrodunum (351) / Bad Säckingen, Castellum Novaesium (353) / Neuss, Porta Westfalica (356)/ Minden, Ad Villingam (357) / Villingen-Schwenningen, Fulkolinga (360) / Völklingen, Schlicktonnia (365) / Wilhelmshaven, Porta Arduennae (367) / Düren, An der Weinstrasse (368), Bad Dürkheim, Auf der Heide (369), Im Vest (373) / Gelsenkirchen, Castellum Butjentum (374) / Nordenham, Bey den Sieben Schwaben (382) / Memmingen, Ob der Isar (384) / München, Am Hellenstein (386) / Heidenheim, Im Sachsenwald (389) / Hamburg, Kaiserpfalz (390) / Goslar, Theotmalli (393) / Detmold, Am Odinwald (395) / Mosbach, Sugambria (398) / Siegburg, Zu den Teutschherren (399) / Bad Mergentheim, Im Suerland (401) / Brilon, Am Elbgestade (404) / Stade, Hohenschramberg (409) / Schramberg, In Frundsbergs Mauern (410) / Mindelheim, Dresa florentis (411) / Dresden, Varelia achtern Diek (412) / Varel, Meinung'a (413) / Meiningen, Hala Salensis (417) / Halle, Unter'm Mehlsack (420) / Ravensburg, In der Weyden (421) / Weiden, Gorlitia (427) / Görlitz, Castellum Misena (428) / Meißen und Zur Hohenburg (430) / Homberg (Efze).
In Österreich bestehen die Reyche: Grazia (4) / Graz, Linzia (13) / Linz, Vindobona (24) / Wien, Oenipontana (30) / Innsbruck, Styria (32) / Steyr, Neostadia (77) / Wiener Neustadt, Aquae Thermae (80) / Baden, Veltcuria (114) / Feldkirch, Juvavia (122) / Salzburg, Hippolytana (124) / St. Pölten, Claudium forum (126) / Klagenfurt, Ovilabis (132) / Wels, Kremisia Wachaviae (165) / Krems, Dornbirna (168) / Dornbirn, Villa ad aquas (174) / Villach, Castellum Cornoviae (181) / Korneuburg, Gamundia (205) / Gmunden, Castrum Brigantium (207) / Bregenz, Scardinga (211) / Schärding, Medelike (212) / Melk, Iscula (215) / Bad Ischl, Porta Tiroliae (216) / Kufstein, An der Pruggen (217) / Bruck, Ferrochalybbsia (219) / Waidhofen, An der Klausen (221) / Mödling, Claustroneoburga die allzeyt Getreue (230) / Klosterneuburg, Ferrostadia (231) / Eisenstadt, Brundunum (234) / Braunau, An der Leuben (239) / Leoben, Burckhardia (266) / Purkersdorf, First im Felde (289) / Fürstenfeld, Auf der Mauer (296) / Wien, Castellum Palustre (314) / Ried im Innkreis, Paixhanslia a. d. V. (315) / Vöcklabruck, Aquae Salis (318) / Bad Aussee, Stella Alpina (319) / Zell am See, Castellum Noricum (328) / Judenburg, Am Grimmingtor (361) / Gröbming, Alta Carinthia (362) / Spittal a.d. Drau, Im Zillertal (363) / Fügen, Cast. "Am schönen Bronnen" (375) / Wien, Castra Victoria (376) / Klagenfurt, Castellum Cellense (377) / Mariazell, Graetz an der Mur (378) / Graz, Altenhoffen (379) / Althofen, Castellum Erolatium (380) / Windischgarsten, Castra Montana (381) / Rottenmann, Monte Lunach (400) / Lannach, Zu den Vinokraten (423) / Gamlitz, Castell am Wogenrayn (424) / Deutsch Wagram, Am Harzberg (426) / Bad Vöslau, Hohenkapfenberg (431) / Kapfenberg.
In der Schweiz bestehen die Reyche: Turicensis (19) / Zürich, Basilea (25) / Basel, Berna (70) / Bern, Gallia Helvetica (153) / St. Gallen, Lulucerna (324) / Luzern, Aquae Helveticae (325) / Baden, Castrum Solodurum (334) / Solothurn, Castrum Locarnense (359) / Locarno, Vitudurum (397) / Winterthur, Im Birseck (425) / Birseck.
In Italien bestehen die Reyche: Pons Drusi (125) / Bozen. Castrum Majense (139) / Meran.
In Frankreich besteht das Reych: Lulutetia Parisiorum (385) / Paris.
In Nordamerika bestehen u. a. die Reyche: Franciscana California (59), Milwaukia (67), Chicagoana (95), Newarka (105), Cincinnatia (119), Brooklynia (123), Filadelfia (128), Silvana (149), Bostonia (156), Totowa (161), Bisonia (182), Washingtonia (197), Denvera (198), Losangela California (229) und Nova Orleana (293).

## Mitgliedschaft
Neue Mitglieder müssen durch einen Schlaraffen-Ritter („Pate“) als „Pilger“ eingeführt werden und eine Prüflingszeit absolvieren, ehe sie durch allgemeine Abstimmung, die sogenannte Kugelung, aufgenommen werden und als Knappe ihre Laufbahn beginnen, die über den Stand des Junkers zum Ritter führt (Ritterschlag). Im Jahr 2022 sind rund 8.800 Schlaraffen in der gültigen Stammrolle registriert, davon im LV (Landesverband) Austria 2.138, im LV Deutschland 5.419, im LV Helvetica 341, im LV Lateinamerika 158, im LV Nordamerika 333 (Stand: 2022).

## Sippungen
Die schlaraffischen Zusammenkünfte werden Sippung genannt (das Verb lautet sippen) und laufen überall nach dem gleichen Muster ab. Sie bestehen aus zwei Teilen:
Der erste Teil ist den „Ambtshandlungen“ gewidmet. Dazu gehören die feierliche Eröffnung der Sippung durch den fungierenden Oberschlaraffen, die Begrüßung der eingerittenen Gäste, d. h. Sassen anderer Reyche, und die Verlesungen des amtlichen Protokolls der vergangenen Sippung durch den Marschall sowie eines nicht-amtlichen Protokolls („NAP“) durch einen in der Woche zuvor bestimmten Sassen.
Nach dem Abschluss des ersten Teils folgt eine Schmus- und Atzungspause. Während derselben oder auch schon während des ersten Teils wird die Fechsungsliste herumgereicht, auf welche sich jeder Sasse eintragen kann, der plant, im zweiten Teil auf die Rostra (Rednerpult) zu steigen und etwas vorzutragen.
Im zweiten Teil der Sippung werden Fechsungen vorgetragen, d. h., jeder kann etwas zum Besten geben – gleich ob Prosa, in Versform oder musikalisch (Ausnahme: lediglich Witze zu erzählen, ist verpönt). Dies kann etwas Gefechstes, also Selbstverfasstes, sein, oder man trägt ein Werk eines anderen Autors vor. Die Sippungen stehen in vielen Fällen unter einem besonderen Thema, zu dem man etwas fechsen kann, aber nicht muss.
Einen Überblick über alle Veranstaltungen samt Kontaktdaten bietet die Broschüre Sippungsfolgen, welche jährlich vom Allschlaraffenrat (ASR) herausgegeben wird.
Geleitet werden die Sippungen vom Fungierenden, einem von drei Oberschlaraffen am Thron. Seine Anrede lautet "Eure Herrlichkeit", er ist erleuchtet und damit allwissend. Es gibt die Oberschlaraffen des Innern, des Äußern und der Kunst. Unterstützt werden sie vom Kantzler und Marschall, die links und rechts vom Thron ihren Platz haben.

## Gruß und Einwurf
Der Gruß der Schlaraffen lautet Lulu. Das lautmalerische Kunstwort wird in den Sippungen auch als eine Interjektion (Einwurf) der Zustimmung und des Lobes verwendet. Nach dem Volkskundler Erich Kaessmayer gibt es für den Gruß zwei Erklärungen:
1. Es ist die Abkürzung der Übersetzung von „Spielt das Spiel!“ ins Lateinische – ludum ludite!
2. Da fast alle Gründungsmitglieder der Praga (s. u. „Reyche“) Bühnenprofis waren, verwendeten sie passende Textzitate in ihren heiteren Stammtischgesprächen. Aus Schillers „Wallensteins Lager“ wurde die Textzeile „Lustig, lustig, da kommen die Prager!“ zitiert. Als Kurzform blieb schließlich „Lulu“ übrig.

Die Buchstabenumkehr „Ulul“ bedeutet einen Zuruf der Ablehnung und des Tadels.

## Schlaraffenlatein
Die Schlaraffia zeichnet sich, wie oben schon angedeutet, durch eine eigene Sprache aus, die Schlaraffenlatein genannt wird, obschon die schlaraffische Sprache auf der ganzen Welt das Deutsche ist. Dieses Deutsch enthält eine Reihe von bewusst altertümlich gewählten Ausdrücken und Wendungen, die die ritterliche, mittelalterliche Atmosphäre hervorheben sollen. Dazu gehört auch die Anrede „Ihr“ (Pluralis Majestatis), die während der Sippungen durchwegs zu verwenden ist, auch wenn man sich in der „Profanei“ duzt.
Ein paar Beispiele des Schlaraffenlateins:
- Atzung und Labung = Essen und Trinken (Verben: atzen und laben)
- Quell = Bier
- Lethe = Wein
- Schaumlethe = Sekt
- Ehé = Prost!
- Schmauchtopf = Tabakspfeife
- Lunte = Zigarre
- Luntette = Zigarette
- Tamtam = Gong, der zur Eröffnung einer Sippung geschlagen wird
- Bangk = rhythmische Ehrerweisung, die einem Schlaraffen entgegengebracht wird
- Pön = Geldstrafe, die verhängt wird, wenn man sich ungebührlich verhält oder gegen Spiegel und Ceremoniale verstößt (Verb: pönen; von lat. poena, Strafe)
- „Werdet sesshaft“ = man darf Platz nehmen
- standhaft bleiben = man soll stehen bleiben bzw. sich vom Platz erheben
- Schmuspause = man legt die Rüstung ab und zieht profane Kleidung an
- Benzinross = Auto
- Benzinelefant = Reisebus
- Dampfross = Eisenbahn
- Troß = Familie
- Burgfrau = Ehefrau
- Burgschreck = Schwiegermutter
- Burgmaid = Tochter
- Burgknäpplein = Sohn
- Clavicimbel = Klavier
- Zinkenmeister = derjenige, der das Clavicimbel bedient. Ein „Zink“ war das ursprüngliche Instrument, auf dem anfangs begleitet wurde.[8]
- Seufzerholz = Geige
- Kniewinsel = Violoncello
- Minneholz = Gitarre
- Quasselstrippe = Telefon
- Sendbote = Brief
- Sendwisch = Postkarte
- Krystalline = geselliges Zusammensein außerhalb der Sippungen
- Vademecum = jährlich erscheinende Broschüre, die alle Angaben und Veranstaltungshinweise des herausgebenden Reyches enthält
- Stammrolle = Mitgliederverzeichnis
- Erzschlaraffe = Gründungsmitglied eines Reyches
- Rüstung = Helm und Schärpe, eventuell Rittermantel
- Schwalbenschwanz = Frack

## Persönlichkeiten in Schlaraffia

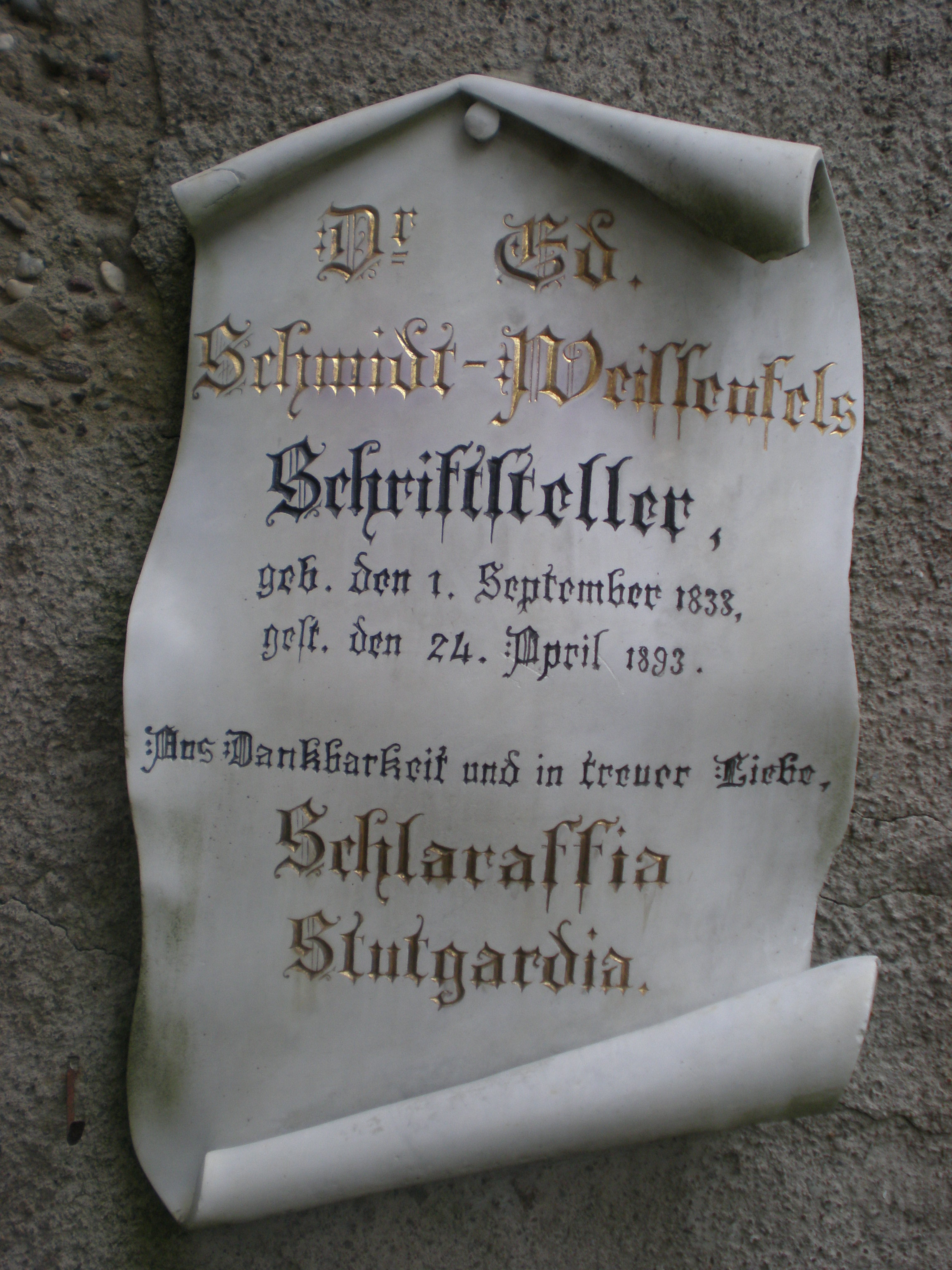
Grabinschrift für Eduard Schmidt-Weißenfels am Stadtfriedhof Bozen-Oberau mit Schlaraffia-Nennung

Künstler, Schauspieler, Schriftsteller und andere Persönlichkeiten des öffentlichen Lebens waren und sind Schlaraffen, unter anderem:
- der Prager Theaterdirektor Franz Thomé, Gründer der Schlaraffia
- die Komponisten Josef Bayer, Nico Dostal, Alfred Grünfeld, Karl Komzák junior, Franz Lehár, Hans Pfitzner und Oscar Straus
- die Direktoren der Wiener Staatsoper Wilhelm Jahn und Gustav Mahler
- die Opernsänger Anton Arnold, Eduard Bachmann, Hermann Becht, Walter Berry, Bruno Heydrich, Oskar Hillebrandt, Franz Innozenz Nachbaur, Louis Treumann (Operette und Schauspiel) und Fritz Windgassen
- die Musiker Albert Arbeiter, Erwin Bootz, Joseph Keilberth, Norbert Pawlicki, Otto Schulhof und Horst Winter
- die Schauspieler Gustl Bayrhammer, Roland Eugen Beiküfner, Richard Eybner, Alexander Girardi, Konrad Adolf Hallenstein, Attila und Paul Hörbiger
- die Schriftsteller Ludwig Ganghofer, Rudolf Lothar, Karl Morré, Peter Rosegger, Eduard Schmidt-Weißenfels, Albert Sixtus, Louis Weinert-Wilton, Rudolf Stürzer, Karl Heinrich Tinti und Klaus Groh
- die Bildhauer Hans Brandstetter, Bernhard Kremser und Otto Zirnbauer
- die Architekten Ludwig Baumann und Richard Gach
- die Maler Heinrich Hoffmann, Leo Sebastian Humer, Hugo Kunz, Jochen Kusber, Otto von Kotzebue, Friedrich Schwinge, Heinrich Waßmuth und Wolfgang Lenz
- der Kriminalist Max Edelbacher
- der ZDF-Meteorologe Uwe Wesp
- die Kabarettisten und Texter Fritz Grünbaum, Fritz Riha und Peter Wehle
- die Ärzte Hans Peter Hümmer und Kurt Frankenstein
- der Theologe Ernst Georg Baars
- der Historiker und Archivar Herbert Wurster
- der Grafiker und Kunstlehrer Werner Weißbrodt
- der Saazer Rechtsanwalt Franz Max Broudre
- der Gründer der Augsburger Puppenkiste Walter Oehmichen und sein Schwiegersohn Hanns-Joachim Marschall

Im Rahmen des Schlaraffenspieles werden darüber hinaus auch zahlreiche, nicht mehr lebende Persönlichkeiten namentlich verewigt, indem sie postum zu Ehrenschlaraffen (ES) erkoren und immer wieder rezitiert werden, so z. B. Heinz Erhardt (ES Alberich von Schalk), Hermann Löns (ES Mümmelmann), Robert Stolz (ES Servus Du), Johann Wolfgang von Goethe (ES Faust), Friedrich von Schiller (ES Funke), Karl May (ES Kara Ben Nemsi) oder Peter Paul Rubens (ES Malerfürst). Für lebende Persönlichkeiten ist eine Ernennung zum Ehrenjunker möglich.